# Cycling Weekly
Cycling Weekly est un magazine hebdomadaire britannique consacré au cyclisme et appartenant au groupe de presse Time Inc UK.
Il paraît pour la première fois le 24 janvier 1891 sous le nom Cycling. Il est publié par Dangerfield Printing Company de 1891 à 1894, puis par Temple Press de 1895 à 1964, Go Magazine de 1964 à 1967, Longacre Press de 1967 à 1970, et enfin depuis 1970 par son propriétaire actuel, le groupe de presse Time Inc UK, nommé auparavant IPC Media.